# Armada Española
Armada Española (Marynarka Wojenna Hiszpanii) – morski rodzaj Hiszpańskich Sił Zbrojnych, jedna z najstarszych ciągle aktywnych formacji morskich na świecie. Jej początki sięgają końca XV i początku XVI wieku, gdy hiszpańskie królestwa Kastylii i Aragonii zjednoczyły się za panowania „Monarchów Katolickich”. Hiszpańska marynarka odegrała istotną rolę w historii Hiszpanii, w czasach hiszpańskiego imperium kolonialnego. Wśród istotnych osiągnięć marynarki są odkrycia Ameryki, pierwsze opłynięcie kuli ziemskiej przez Juan Sebastián Elcano i odkrycie drogi morskiej między Azją i Ameryką przez Andrés de Urdaneta. Hiszpańska Armada była najsilniejsza w XVI wieku, kres jej panowania na rzecz Royal Navy trwał stopniowo od porażki Wielkiej Armady do połowy XVII wieku. Do XIX wieku pozostawała jednak trzecią siłą morską (za francuską Marine nationale).
Dzisiejsza Armada pozostaje w gronie pięciu największych marynarek w Europie, jest zdolna do operowania na otwartym oceanie przez ograniczony czas (ang. green-water navy). Obecnie liczy ok. 20 000 żołnierzy i 54 zasadnicze jednostki, w tym 11 fregat (w tym 5 mogą być zakwalifikowane jako niszczyciele rakietowe), 3 okręty podwodne, 3 desantowce, 6 trałowców, 23 patrolowce i jednostki pomocnicze o łącznej wyporności łącznej ok. 220 tysięcy ton. Jej główne porty znajdują się w Rota, Ferrol, San Fernando, Cartagena i Las Palmas de Gran Canaria. Patronką hiszpańskiej Armady jest Matka Boska z Góry Karmel, opiekunka ludzi morza. Oficjalnym hymnem marynarki jest Salve Marinera, pieśń do Matki Boskiej jako Gwiazdy Morza (Stella Maris). Armada Española obchodzi swoje święto 16 lipca.

## Historia

### Druga połowa XIX wieku
W epoce pary, rozpoczynającej się w połowie XIX wieku, marynarka hiszpańska spadła do grona drugorzędnych potęg morskich, aczkolwiek nadal starała się być znaczącą siłą, broniącą reszty imperium kolonialnego. W 1860 roku jej głównymi siłami było sześć parowych fregat, cztery żaglowe fregaty i dwa żaglowe okręty liniowe, poza tym korwety, kanonierki i mniejsze okręty. Do początku lat 70. do służby przyjęła natomiast siedem będących nowością okrętów pancernych, chociaż tylko dwa żelazne, w tym pierwszy „Numancia”. Okręty tej klasy szybko stały się jednak przestarzałe. Marynarka w tym czasie została użyta w wojnie z Chile i Peru w latach 1865–1866, działając u wybrzeży tych państw. Mimo miażdżącej przewagi, nie odniosła jednak sukcesów poza zbombardowaniem miast Valparaíso i Callao i nie była w stanie wywalczyć zwycięstwa w wojnie. Wzmożona rozbudowa marynarki pod kątem ochrony kolonii miała miejsce od lat 80. do końca wieku, kiedy przyjęto do służby kilkanaście krążowników, chociaż w większości o umiarkowanej wartości bojowej, i tylko jeden pancernik „Pelayo”. Jedynie część okrętów budowano w kraju, a bardziej wartościowe jednostki kupowano za granicą, w tym „Pelayo”, krążownik „Reina Regente” i jeden z pierwowzorów niszczycieli: „Destructor”. Zbudowano też doświadczalny okręt podwodny „Peral”. W 1895 roku krążownik „Reina Regente” zatonął z całą załogą podczas sztormu. Ciężkim sprawdzianem dla marynarki stała się wojna amerykańsko-hiszpańska w 1898 roku, kiedy wysłana z Hiszpanii eskadra kontradmirała Cervery poniosła klęskę, tracąc cztery najnowsze krążowniki pancerne w bitwie pod Santiago de Cuba, a 11 mniejszych i starszych jednostek stracono w Zatoce Manilskiej na Filipinach. Po tym nie odbudowano już silnej marynarki, a wykończenie już budowanych okrętów uległo kilkuletniemu spowolnieniu.

### Lata 1900–1936

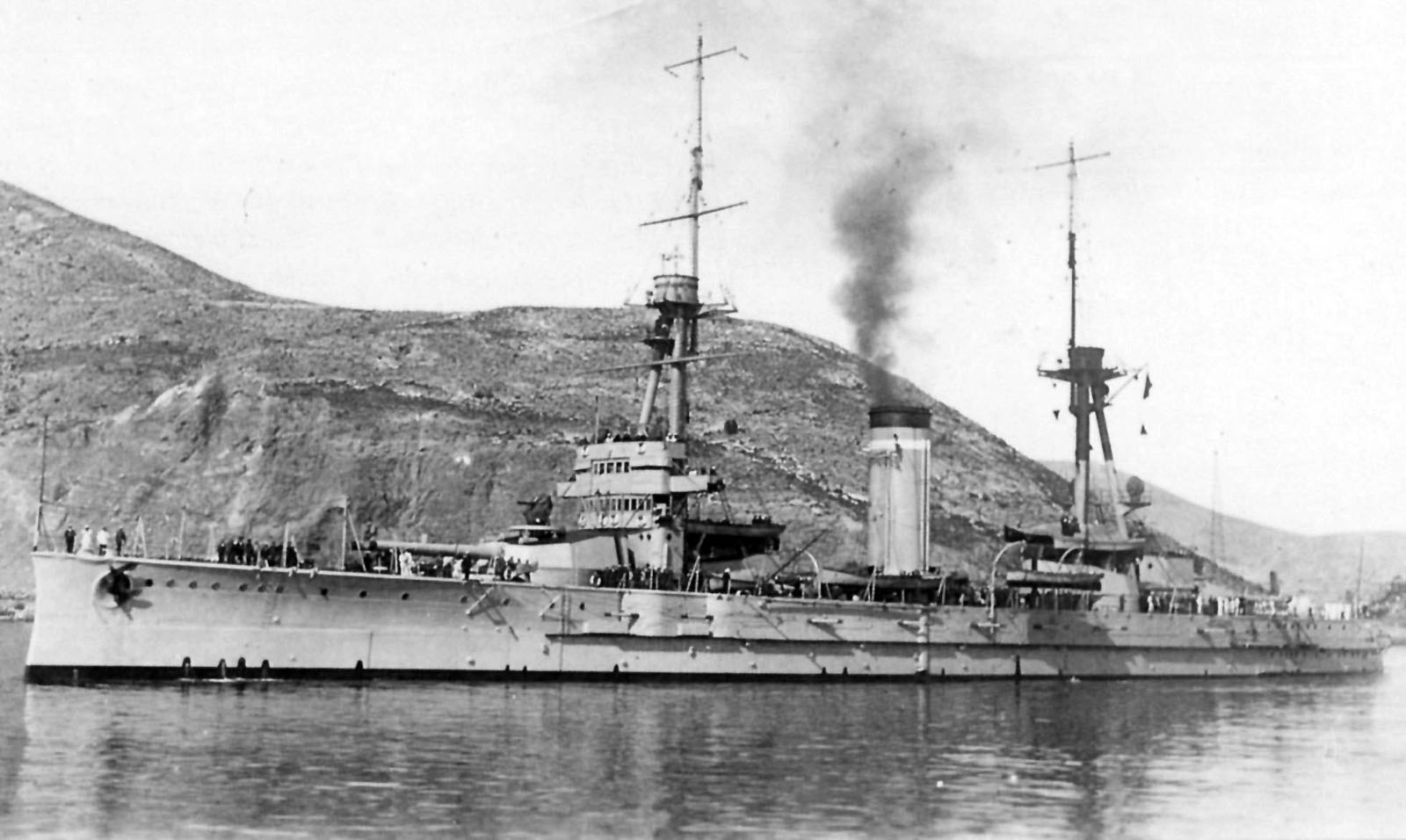
Pancernik „Alfonso XIII” typu España

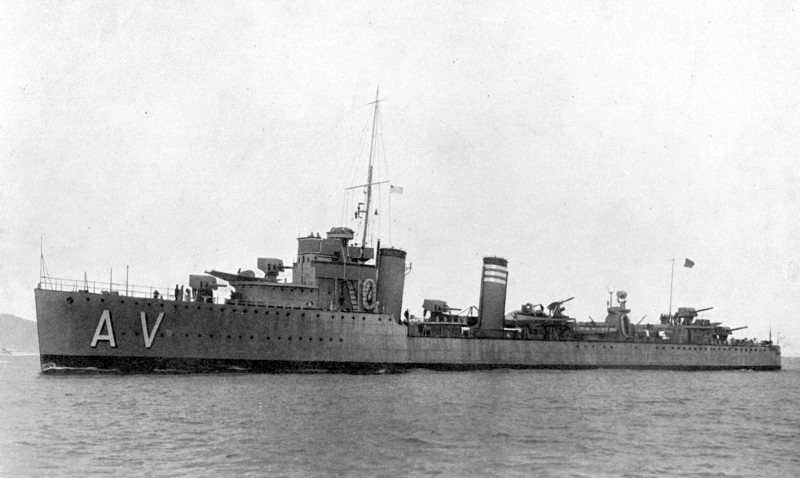
Niszczyciel „Almirante Valdes” typu Churruca w latach 30.

W 1910 roku marynarka posiadała stary pancernik „Pelayo”, pięć większych krążowników z przełomu wieków, oraz liczne mniejsze lub starsze okręty. W 1907 roku uchwalono nowy plan rozbudowy marynarki oraz bazy stoczniowej, w oparciu o Wielką Brytanię. Przede wszystkim rozpoczęto budowę trzech pancerników typu España należących do nowej generacji drednotów, chociaż mniejszych od zagranicznych, z których tylko jeden ukończono przed I wojną światową. Zbudowano też trzy niszczyciele typu Bustamante, oprócz których posiadano tylko cztery stare okręty tej klasy. Podczas I wojny światowej Hiszpania zachowała neutralność, aczkolwiek wojna wpłynęła na spowolnienie tempa budowy okrętów z powodu opóźnienia dostaw brytyjskich. Rozpoczęto wówczas budowę trzech nowoczesnych krążowników lekkich, ukończonych po wojnie, natomiast zrezygnowano z planowanych trzech dużych pancerników. W składzie marynarki pojawiły się też wówczas pierwsze cztery operacyjne okręty podwodne. Wkrótce po I wojnie światowej marynarka hiszpańska zaczęła być angażowana w walce z powstaniem Rifenów w Maroku. W 1921 roku marynarka hiszpańska liczyła ok. 18 tysięcy personelu, w tym 4200 piechoty morskiej.
Po wojnie Hiszpania zrezygnowała z ambicji budowy pancerników, jednakże do połowy lat 30. XX wieku wcieliła szereg nowoczesnych dużych okrętów; budowanych we własnych stoczniach, chociaż z pomocą brytyjską. Przede wszystkim były to dwa krążowniki ciężkie typu Canarias, trzy krążowniki lekkie typu Principe Alfonso, trzy niszczyciele typu Alsedo i 14 nowego typu Churruca, a także cztery duże stawiacze min typu Jupiter, wcielone już podczas wojny domowej. W latach 20. zbudowano też znaczną liczbę 12 okrętów podwodnych konstrukcji amerykańskiej typów B i C. W 1922 roku wcielono również pierwszy okręt lotniczy – okręt-bazę wodnosamolotów „Dédalo”.

### Wojna domowa 1936-1939

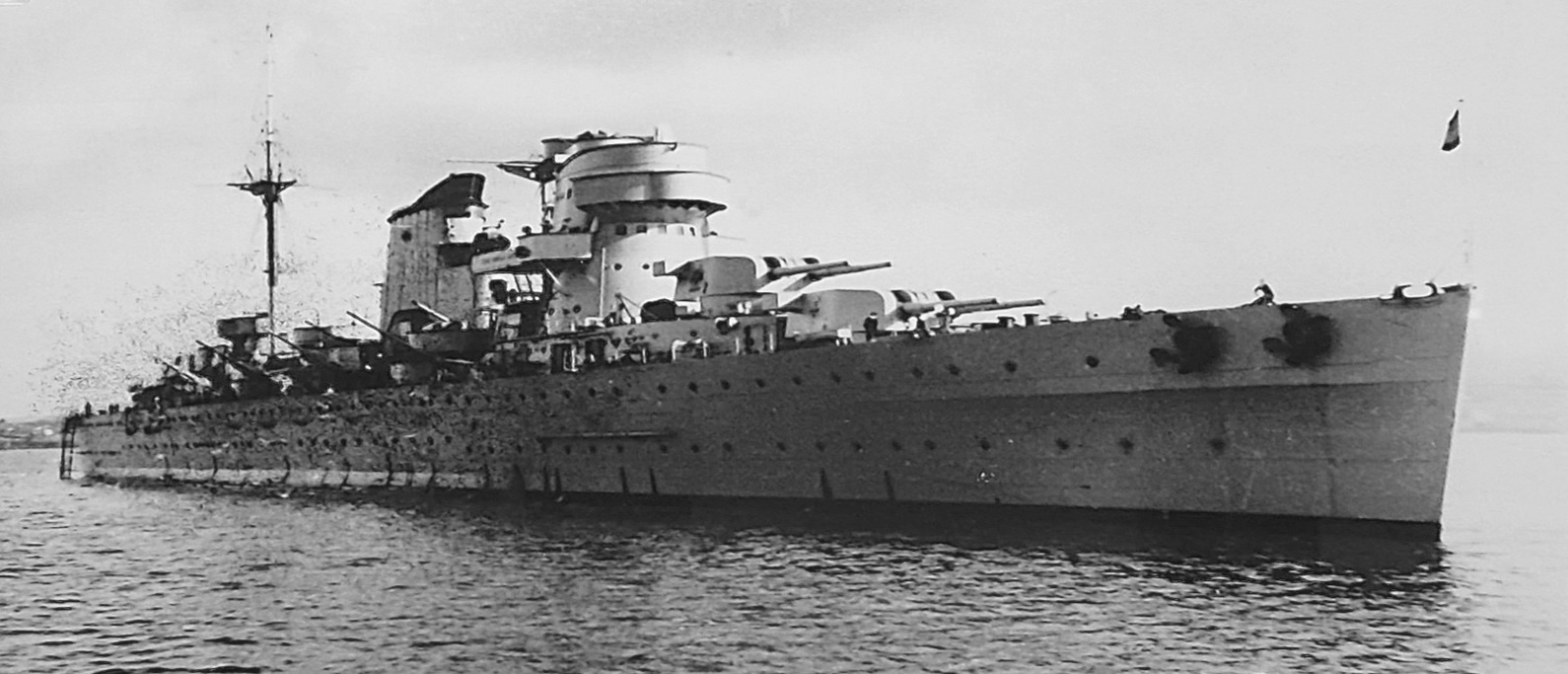
Krążownik „Baleares” zatopiony koło przylądka Palos

Marynarka odgrywała ograniczoną rolę w działaniach morskich podczas wojny domowej, wszczętej w lipcu 1936 roku, służąc głównie do ochrony linii komunikacyjnych i ostrzeliwania wybrzeża. Większość okrętów pozostała pod kontrolą rządu republikańskiego, czemu sprzyjało nastawienie ogółu marynarzy. Problemem było jednak zapewnienie wyszkolonej kadry oficerskiej, której większość poparła bunt nacjonalistów, co negatywnie wpłynęło na skuteczność wykorzystania marynarki po stronie Republiki. Marynarka republikańska nie była w szczególności w stanie zapobiec transportom morskim żołnierzy frankistowskich z Maroka we wrześniu 1936 roku. Trzonem floty republikanów były krążowniki lekkie „Libertad”, „Miguel de Cervantes” i „Méndez Núñez” i większość niszczycieli. Z kolei dzięki zdobyciu baz morskich Ferrol i Vigo przez nacjonalistów, przejęli oni oba krążowniki ciężkie („Canarias” i „Baleares”) oraz krążownik lekki „Almirante Cervera”. Obie strony przejęły też po jednym przestarzałym pancerniku, lecz oba zostały szybko utracone w 1937 roku. Nacjonalistom pomagały natomiast na morzu faszystowskie Włochy, których okręt podwodny uszkodził krążownik „Miguel de Cervantes”, eliminując go na długi czas z linii. Włochy też sprzedały nacjonalistom cztery niszczyciele i dwa okręty podwodne, a dalsze cztery okrety podwodne przekazały pod ich kontrolę. 5/6 marca 1938 roku doszło do jedynego większego starcia morskiego wojny – bitwy koło przylądka Palos, w której zatopiono krążownik „Baleares”. W toku działań zatonęło też kilka mniejszych okrętów. Po upadku republiki w marcu 1939 roku pozostałe siły jej floty zostały internowane we francuskiej Bizercie, a następnie zwrócone zwycięskim nacjonalistom.

### Czasy powojenne

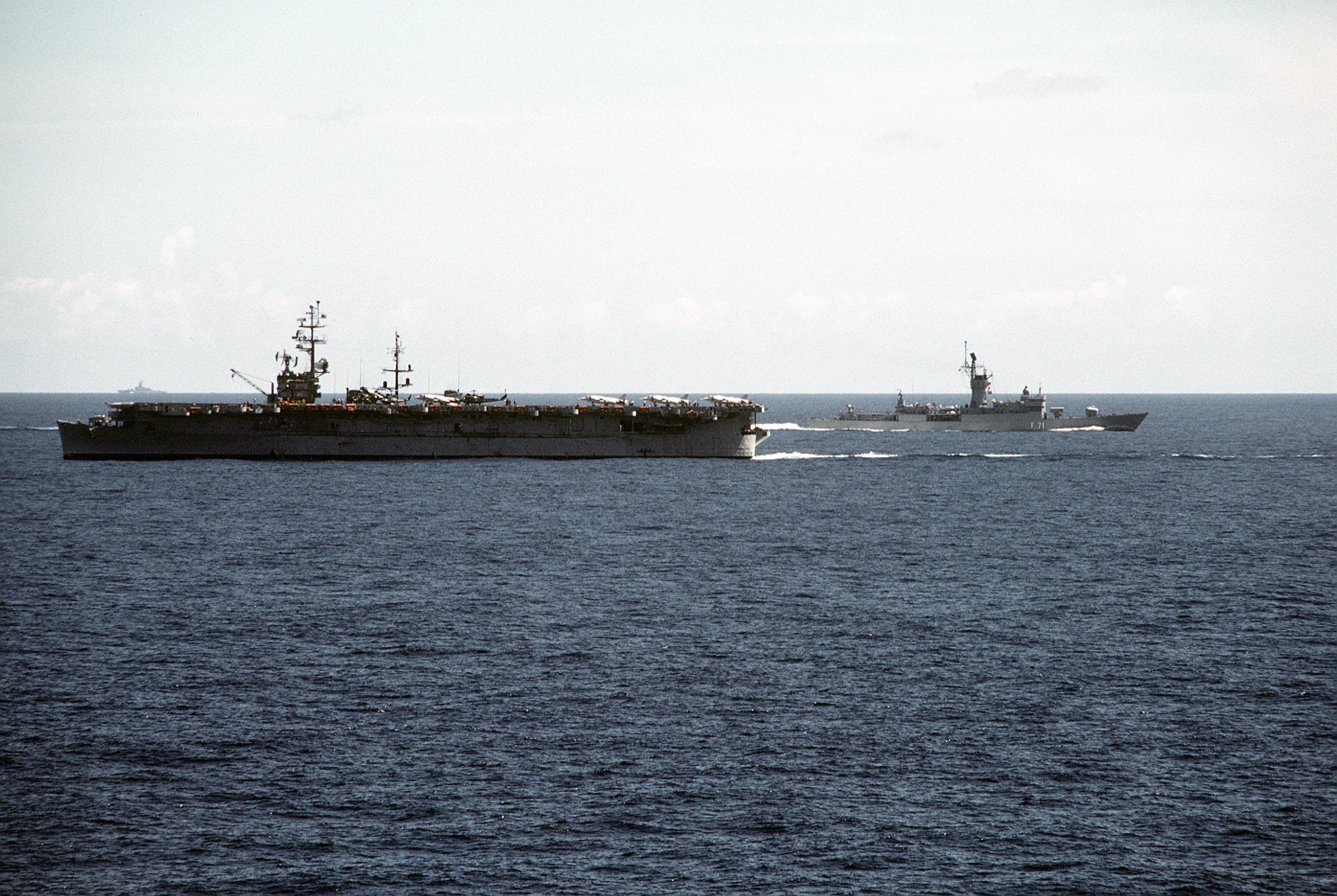
Lotniskowiec „Dedalo” i fregata „Baleares” w 1981

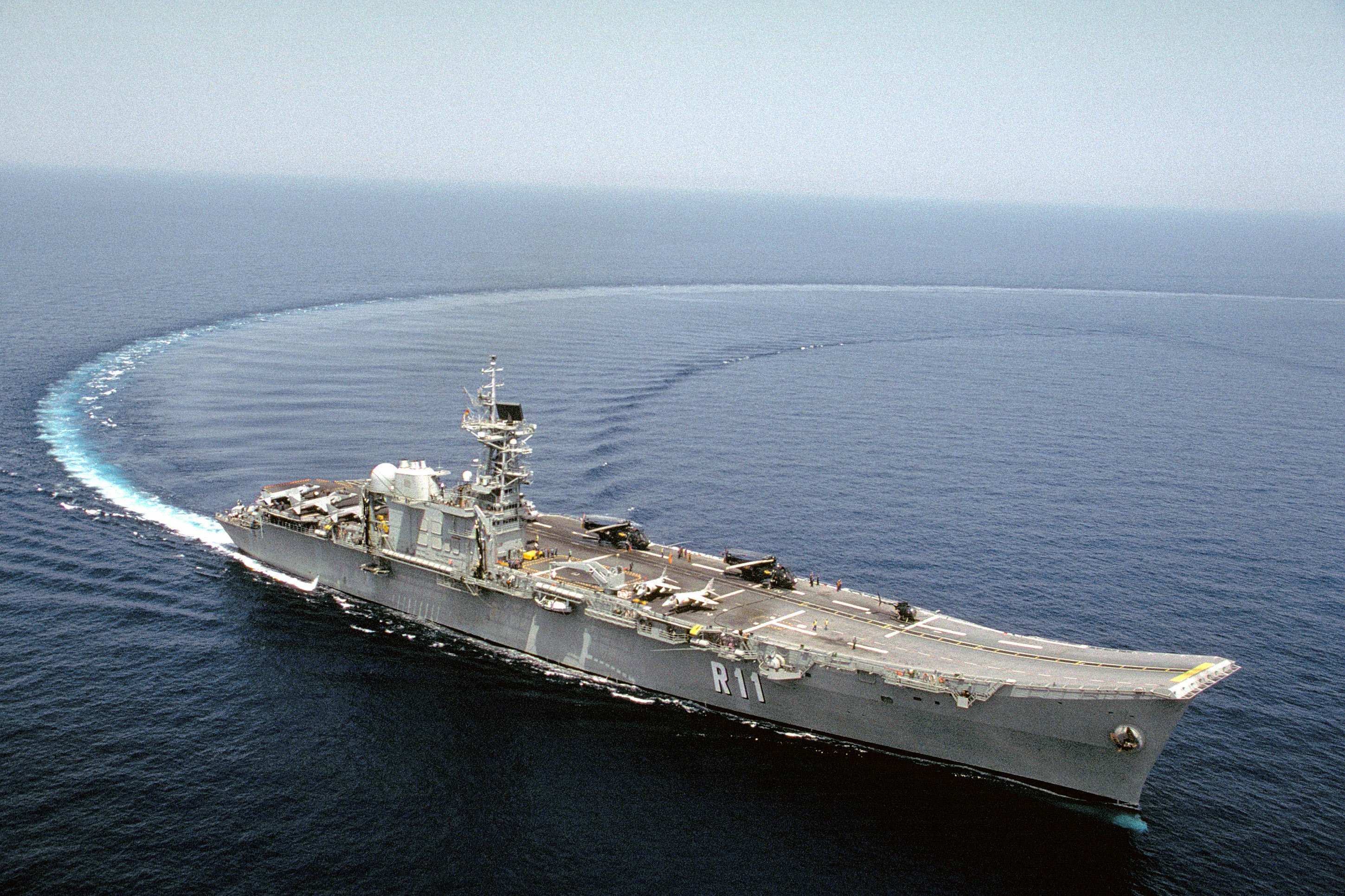
„Príncipe de Asturias” w 1992

Dyktator Francisco Franco zdołał utrzymać neutralność Hiszpanii podczas II wojny światowej, lecz przez pierwsze lata po wojnie domowej kraj był zniszczony i budowa nowych jednostek dla marynarki długo trwała. W 1945 roku liczebność personelu marynarki wynosiła 26 tysięcy. Wraz z rozpoczęciem zimnej wojny, pozycja międzynarodowa izolowanej Hiszpanii uległa polepszeniu, a w 1953 roku podpisała ona z USA porozumienie o pomocy wojskowej, które umożliwiło rozwój marynarki. Do początku lat 60. uzyskano z USA między innymi pięć niszczycieli wojennej budowy typu Fletcher oraz zmodernizowano szereg okrętów z nowocześniejszym wyposażeniem radarowym i uzbrojeniem, a liczebność marynarki wzrosła do 42 tysięcy. W 1967 roku Hiszpania uzyskała od USA śmigłowcowiec „Dedalo”, przebudowany w latach 70. na pierwszy w marynarce Hiszpanii lekki lotniskowiec. W latach 70. marynarka hiszpańska dysponowała ogółem 23 niszczycielami z uzbrojeniem artyleryjskim. W tej dekadzie marynarka otrzymała też pierwsze okręty z uzbrojeniem rakietowym – pięć fregat typu Baleares projektu amerykańskiego, a do początku lat 80. jeszcze sześć korwet rakietowych typu Descubierta. W latach 1957–1958 i między 1962 a 1965 rokiem marynarka hiszpańska brała udział w kilku akcjach zbrojnych w obronie enklawy Ifni w Maroku, a w 1969-70 była użyta do bezskutecznej demonstracji roszczeń w stosunku do brytyjskiego Gibraltaru. W 1982 roku Hiszpania została członkiem NATO, co rozszerzyło zadania marynarki na ochronę wschodniego Atlantyku w razie konfliktu z blokiem wschodnim.
W 1988 lotniskowiec „Dedalo” wywodzący się z II wojny światowej został zastąpiony przez zbudowany w Hiszpanii „Príncipe de Asturias”; oba typy wykorzystywały samoloty Harrier, od 1987 AV-8B Harrier II. W latach 80. też marynarka zaczęła otrzymywać serię sześciu fregat rakietowych typu Santa Maria (wersja amerykańskiego typu OHP). W pierwszej dekadzie XXI wieku zostały one uzupełnione przez pięć nowoczesnych dużych fregat własnego projektu typu Álvaro de Bazán, z amerykańskim systemem Aegis, o dużych możliwościach przeciwlotniczych. Na przełomie wieków wcielono też dwa duże okręty desantowe–doki typu Galicia.
W 2010 marynarka otrzymała okręt uniwersalny „Juan Carlos I”, największy dotychczas hiszpański okręt, pełniący rolę lotniskowca i okrętu desantowego. Z powodu oszczędności, lotniskowiec „Príncipe de Asturias” został jednak po 25 latach, w 2013 roku wycofany ze służby. W planie modernizacyjnym na najbliższe lata flota otrzyma dziewięć patrolowców typu Meteoro (sześć weszło do służby) oraz cztery nowe okręty podwodne typu S-80, dla zastąpienia obecnych typu Agosta. 22 kwietnia 2021 roku w stoczni Navantia zwodowano pierwszy okręt podwodny z serii – S-81 „Isaac Peral”. W 2015 roku liczebność personelu marynarki wynosiła 22 627 oraz prawie 6000 piechoty morskiej.

## Wyposażenie

### Obecne okręty Armada Española
| Typ                                                                  | Zdjęcie                | Okręty | Wejście do służby      | Wyporność (t)          | Długość (m)            | Prędkość (w.)          | Autonomi-czność (Mm)   | Załoga                 |
| Fregaty i niszczyciele                                               | Fregaty i niszczyciele | Fregaty i niszczyciele | Fregaty i niszczyciele | Fregaty i niszczyciele | Fregaty i niszczyciele | Fregaty i niszczyciele | Fregaty i niszczyciele | Fregaty i niszczyciele |
| -------------------------------------------------------------------- | ---------------------- | --- | ---------------------- | ---------------------- | ---------------------- | ---------------------- | ---------------------- | ---------------------- |
| Fregaty rakietowe/niszczyciele rakietowe typu Álvaro de Bazán (F100) |                        | Álvaro de Bazán (F-101) Almirante Juan de Borbón (F-102) Blas de Lezo (F-103) Méndez Núñez (F-104) Cristobal Colón (F-105) | 2002–2012              | 6250                   | 146,7                  | 28,5                   | 5000                   | 216                    |
| Fregaty rakietowe typu Santa María (F80)                             |                        | Santa María (F-81) Victoria (F-82) Numancia (F-83) Reina Sofía (F-84) Navarra (F-85) Canarias (F-86)                       | 1986–1994              | 4017                   | 137,7                  | 29                     | 5300                   | 223                    |
| Okręty podwodne                                                      |                        | |                        |                        |                        |                        |                        |                        |
| Okręty podwodne (SSK) typu Agosta                                    |                        | Galerna (S-71) Tramontana (S-74)                                                                                           | 1983–1986              | 1740                   | 67,8                   | 20,5                   | 8500                   | 60                     |
| Okręty podwodne (SSK) typu Isaac Peral                               |                        | S-81 Isaac Peral | 2021 –                 | 3000                   | 80,8                   | 19                     |                        | 32                     |
| Lotniskowce i okręty desantowe                                       |                        | |                        |                        |                        |                        |                        |                        |
| Okręt desantowy-dok (LHD)/lotniskowiec typu Juan Carlos I (L61)      |                        | Juan Carlos I (L-61) | 2010                   | 27 079                 | 230,8                  | 21,5                   | 9000                   | 243 + 1200             |
| Okręty desantowe-doki (LPD) typu Galicia                             |                        | Galicia (L-51) Castilla (L-52)                                                                                             | 1998 2000              | 13 815                 | 160                    | 19                     | 6000                   | 115                    |
| Łodzie desantowe (LCM) typu LCM1E                                    |                        | 14 | 2001–2008              | 107,6                  | 23,3                   | 12, 5                  | 190                    | 4                      |
| Okręty zaopatrzeniowe                                                |                        | |                        |                        |                        |                        |                        |                        |
| Patiño (A14)                                                         |                        | 1 | 1995                   | 17 045                 | 165,8                  | 20                     | 13 440                 | 160                    |
| Cantabria (A15)                                                      |                        | 1 | 2010                   | 19 500                 | 173,9                  | 20                     | 6 000                  | 122                    |
| Trałowce                                                             |                        | |                        |                        |                        |                        |                        |                        |
| Trałowce (MCM) typu Segura                                           |                        | 6 | 1999–2005              | 585                    | 54                     | 14                     | 2000                   | 40                     |
| Okręty patrolowe                                                     |                        | |                        |                        |                        |                        |                        |                        |
| Korwety (FS) typu Descubierta (P75)                                  |                        | Infanta Elena F33 Infanta Cristina F34                                                                                     | 1980–1982              | 1666                   | 88,8                   | 25                     | 7500                   | 65                     |
| Okręty patrolowe typu Meteoro                                        |                        | Meteoro (P-41) Rayo (P-42) Relámpago (P-43) Tornado (P-44) Audaz (P-45) Furor (P-46)                                       | 2011–                  | 2500                   | 93,9                   | 20,5                   | 8700                   | 35                     |
| Okręty patrolowe typu Serviola (P70)                                 |                        | 4 | 1991–1992              | 1106                   | 68                     | 20                     | 8000                   | 48                     |
| Okręty patrolowe typu Chilreu (P60)                                  |                        | 3 | 1992–2004              | 1900                   | 68,3                   | 16                     | 24 000                 | 36                     |
| Okręty patrolowe typu Anaga (P20)                                    |                        | 3 | 1981                   | 319                    | 44,26                  | 15                     | 10 dni                 | 27                     |
| Łodzie patrolowe typu Toralla (P80)                                  |                        | 2 | 1987                   | 133                    | 28,5                   | 20                     | 1000                   | 11                     |
| Łodzie patrolowe typu Aresa/PVC-160 (P110)                           |                        | 2 | 1979                   | 20,80                  | 13,70                  | 14                     | –                      | 6                      |
| Łódź patrolowa Cabo Fradera (P201)                                   |                        | 1 | 1963                   | 28                     | 17,85                  | 10                     | –                      | 9                      |
| Okręty hydrograficzne/badawcze                                       |                        | |                        |                        |                        |                        |                        |                        |
| Okręty hydrograficzne typu Malaespina                                |                        | 2 | 1975                   | 1090                   | 57,7                   | 20                     | –                      | 62                     |
| Okręty hydrograficzne typu Castor                                    |                        | 2 | 1974                   | 360                    | 38,35                  | 11,6                   | –                      | 41                     |
| Łodzie hydrograficzne typu Rodman 1250 (LHT-130)                     |                        | 2 | 2001, 2004             | –                      | –                      | 20                     | –                      | –                      |
| Polarny okręt badawczy Hesperides (A33)                              |                        | 1 | 1991                   | 2738                   | 82,5                   | 14,7                   | 12 000                 | 54                     |
| Polarny okręt badawczy Las Palmas (A52)                              |                        | 1 | 1981 (1978)            | 1437                   | 41,2                   | –                      | 7000                   | 36                     |
| Okręty transportowe                                                  |                        | |                        |                        |                        |                        |                        |                        |
| Contramaestre Casado (A01)                                           |                        | 1 | 1983 (1953)            | 4964                   | 104,2                  | 14                     | –                      | 62                     |
| Contramaestre Casado (A04)                                           |                        | 1 | 2000 (1973)            | 2300                   | 75                     | 10                     | 20 dni                 | 26                     |
| El Camino Español (A05)                                              |                        | 1 | 1999 (1984)            | 5800                   | 95                     | 10                     | 2800                   | 30                     |
| Okręty pomocnicze                                                    |                        | |                        |                        |                        |                        |                        |                        |
| Okręt dowodzenia (MCM) Diana (M11)                                   |                        | 1 | 2000 (1979)            | 1233                   | 88,8                   | 25                     | 7500                   | 118                    |
| Okręt ratowniczy Neptuno (A20)                                       |                        | 1 | 1999 (1976)            | 1860                   | 57                     | 11                     | 6000                   | 51                     |
| Holownik Mahón (A51)                                                 |                        | 1 | 1981 (1978)            | 1437                   | 41,2                   | 14                     |                        |                        |
| Holownik La Graña (A53)                                              |                        | 1 | 1993 (1982)            | 663,8                  | 32,5                   | 14                     |                        |                        |
| Holownik Mar Caribe (A101)                                           |                        | 1 | 1989 (1974)            | 1860                   | 57                     |                        |                        |                        |
| Okręt walki elektronicznej Alerta (A111)                             |                        | 1 | 1992 (1982)            | 2292                   | 76,5                   | 12                     | 1000                   |                        |
| Okręty szkolne                                                       |                        | |                        |                        |                        |                        |                        |                        |
| Żaglowiec szkolny Juan Sebastián Elcano (A71)                        |                        | 1 | 1927                   | 3700                   | 113,1                  | 16,5                   | 1200                   | 257                    |

### Armada Española Arma Aérea (lotnictwo)
| Samolot                            | Producent         | Typ                                           | Wersja                 | Liczba sztuk | Uwagi               |
| ---------------------------------- | ----------------- | --------------------------------------------- | ---------------------- | ------------ | ------------------- |
| McDonnell Douglas AV-8B Harrier II | Stany Zjednoczone | myśliwiec pokładowy                           | AV-8B PlusTAV-8B       | 121          |                     |
| Cessna Citation                    | Stany Zjednoczone | transport VIP                                 | Citation IICitation VI | 31           |                     |
| Agusta-Bell 212                    | Stany Zjednoczone | morski śmigłowiec ZOP                         | 212ASW                 | 7            |                     |
| McDonnell Douglas MD-500           | Stany Zjednoczone | śmigłowiec szkolny                            | 500M                   | 7            |                     |
| Sikorsky SH-3 Sea King             | Stany Zjednoczone | śmigłowiec transportowy wczesnego ostrzegania | SH-3HSH-3AEW           | 73           |                     |
| Sikorsky SH-60 Seahawk             | Stany Zjednoczone | morski śmigłowiec ZOP                         | S-70B-1                | 12           | Zamówiono 6 SH-60F. |